# Gloria Gómez Muñoz
Gloria Gómez Muñoz (Madrid, 1973) es una doctora arquitecta e investigadora española especializada en sostenibilidad en el entorno construido y arquitectura bioclimática. De 2019 a 2021 fue directora ejecutiva de la Fundación Arquitectura y Sociedad. Colabora con el Consejo Superior de los Colegios de Arquitectos de España como coordinadora la secretaría prrmanente de la Bienal Española y de la Bienal Iberoamericana de Arquitectura y Urbanismo. Actualmente es profesora ayudante doctora en el Departamento de Construcción y Tecnología Arquitectónicas de la Escuela Técnica Superior de Arquitectura de la Universidad Politécnica de Madrid. 

## Trayectoria
Gómez estudió arquitectura en la Escuela Técnica Superior de Arquitectura de Madrid (ETSAM) y es arquitecta desde 1999 por la Universidad Politécnica de Madrid (UPM). Compaginó el trabajo profesional desde el estudio de arquitectura que fundó con la investigación y formación. En junio de 2014 leyó su tesis doctoral y desde entonces es doctora arquitecta por la Universidad Politécnica de Madrid (UPM) en el Departamento de Construcción y Tecnologías Arquitectónicas de la ETSAM, con una tesis doctoral dirigida por Margarita de Luxán y Javier Neila sobre criterios ecológicos en la intervención de viviendas y edificios residenciales.
Gómez es socia fundadora del estudio de arquitectura cc60 desde 1999, lo dirige junto a las arquitectas Emilia Román López, Dolores Huerta Carrascosa y Teresa Eiroa Escalada. Realiza proyectos de arquitectura bioclimática y rehabilitación adaptados a su contexto medio ambiental. También trabaja con otros profesionales como Margarita de Luxán, con quién colabora en proyectos y docencia en instituciones como colegios de arquitectos y universidades. Gómez continua sus investigaciones en la integración de la arquitectura en su entorno, así como la eficiencia energética de las construcciones. Ha publicado artículos, comunicaciones y libros sobre los hallazgos de su trabajo experimental y de investigación. Participa en la coordinación de actividades en Congresos relacionados con la cultura y el medio ambiente. Participó como ponente en varias ediciones del Congreso Nacional del Medio Ambiente (CONAMA), en el I Congreso ITE+3R y colabora en diferentes medios de comunicación especializados en arquitectura, o actividades en las que se debate sobre Arquitectura y urbanismo con perspectiva de género, como la sesión organizada en 2019 en San Lorenzo de El Escorial junto a Carmen Espegel y Margarita de Luxán.
El proyecto que realizó junto a la arquitecta Margarita de Luxán en el barrio de San Cristóbal de los Ángeles, ganó el Premio Isover 2007 de Eficiencia Energética por la propuesta y ejecución de rehabilitación en un edificio residencial de 28 viviendas con un local comercial.
Gómez participa en diferentes organismos. De 2003 a 2018 fue coordinadora de programas y área técnica en el Consejo Superior de los Colegios de Arquitectos de España, participando en  diversas actividades culturales como la coordinación de la secretaría permanente de la Bienal Española y de la Bienal Iberoamericana de Arquitectura y Urbanismo. Es miembro del comité editorial en Ciudades para un Futuro más Sostenible. De 2019 a 2021 dirigió la Fundación Arquitectura y Sociedad que cuenta en su equipo con Carlos Solchaga como presidente y Francisco Mangado como patrono fundador entre otros.
Actualmente es profesora ayudante doctora en la Escuela Técnica Superior de Arquitectura de Madrid.

## Obras seleccionadas
- 2009 Actuaciones con criterios de sostenibilidad en la rehabilitación de viviendas en el centro de Madrid. En colaboración con Mariano Vázquez Espí, Mar Barbero, Emilia Román, Margarita de Luxán. EMVS de Madrid. ISBN: 978-84-935719-8-6[7]

- 2018 Guía de rehabilitación exprés para hogares vulnerables[8] En colaboración con Carmen Sánchez‐Guevara, Emilia Román, Mar Barbero y Margarita de Luxán.
- 2019 Deontología y Arquitectura. Guía para un ejercicio profesional digno. En colaboración con Eloy Algorri García. Fundación Arquia.[9]
- 2020 Isla de calor, clima urbano y consumo energético de los edificios. Proyecto Modifica. En colaboración con Javier Neila, Carmen Sánchez‐Guevara, Emilia Román, Miguel Nuñez, Helena López y Margarita de Luxán. UPM. Maroto Editores SL ISBN: 978-84-17969-98-1[10]
- 2020 Proyecto Femenmad. Feminización de la pobreza energética en la ciudad de Madrid. Exposición a extremos térmicos. En colaboración con José Antonio López Bueno, Julio Díaz Jiménez, Miguel Núñez Peiró , Carmen Sánchez Guevara , Ana Sanz Fernández , Marta Gayoso Heredia, Francisco Javier Neila, Gloria Gómez Muñoz , Irene Valero, Cristina Linares Gil. UPM Fundación Arquitectura y Sociedad. ISBN: 978-84-09-20538-7[11][12]

### Tesis
- 2014 Método de análisis diacrónico para la intervención en el alojamiento con criterios ecológicos. El caso de Madrid 1940–2100.[13]

## Reconocimientos
- 2007 Premio de Eficiencia Energética Isover, junto a la arquitecta Margarita de Luxán[6]
- 2020 Directora ejecutiva de la Fundación Arquitectura y Sociedad.[14]